# Bulbophyllum sigaldiae
Bulbophyllum sigaldiae är en orkidéart som beskrevs av André Guillaumin. Bulbophyllum sigaldiae ingår i släktet Bulbophyllum och familjen orkidéer.
Artens utbredningsområde är Vietnam. Inga underarter finns listade i Catalogue of Life.